# Ilha Padre
A Ilha Padre é o maior cordão dunar do mundo. Fica no Golfo do México, junto à costa do Texas, Estados Unidos da América. Tem desenvolvimento N-S e 209 km de comprimento, entre Corpus Christi (Texas), a norte, e South Padre Island. A oeste fica a Laguna Madre. Recebeu o seu nome em homenagem ao sacerdote católico Nicolás Ballí (1768-1829), pioneiro na colonização da zona.